# Espetáculo

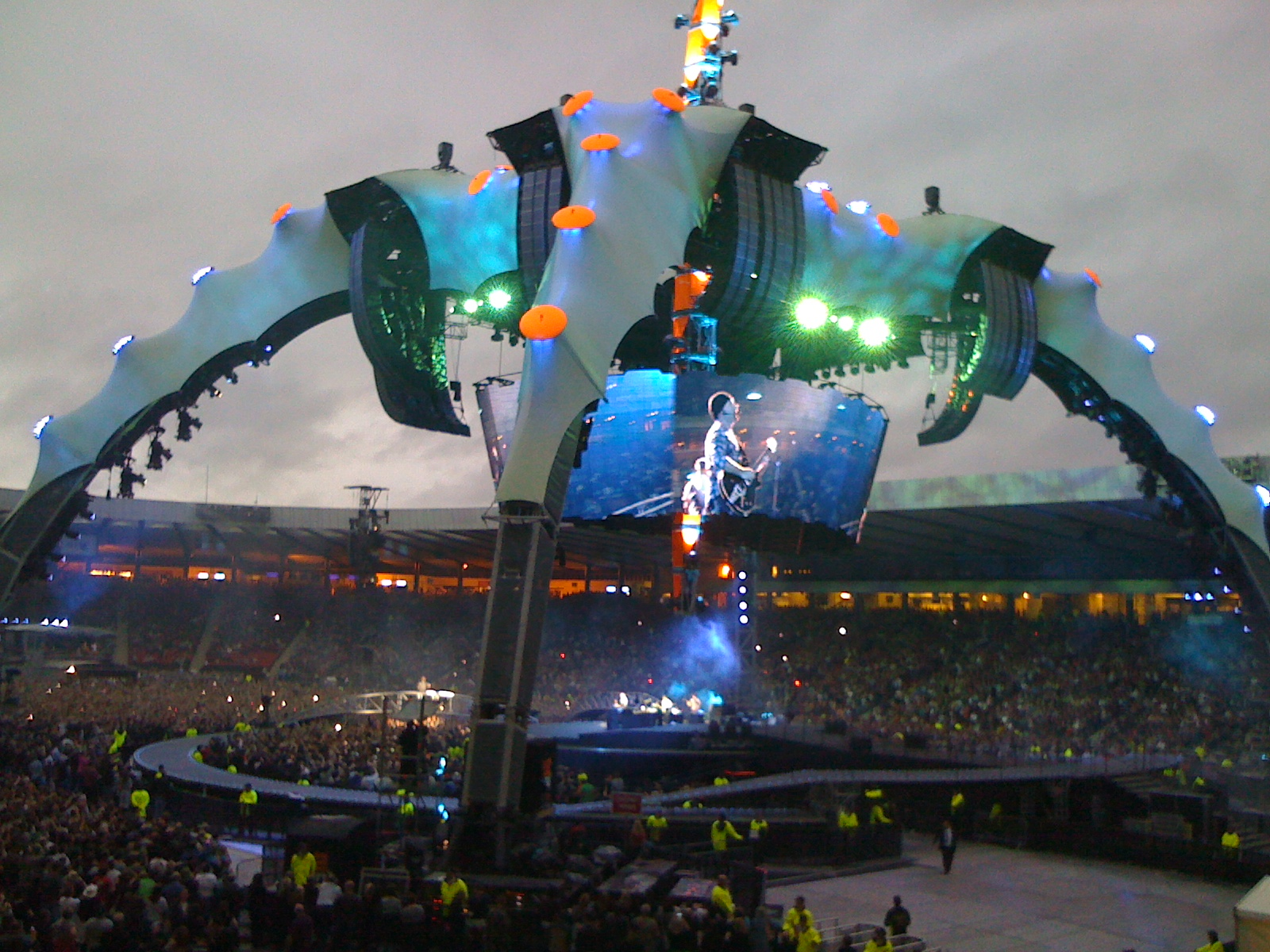
Espetáculo da banda irlandesa de roque U2 em Hampden Park, Glasgow, em 2009

Um espetáculo (AO 1945: espectáculo) ou show, é uma apresentação pública destinada a entreter. Pode ser uma apresentação teatral, cinematográfica, circense, um  concerto musical, uma exibição de trabalhos artísticos em geral, etc. Também pode se referir a algo que simplesmente atrai a vista ou prende a atenção, sem o objetivo de entretenimento: neste caso, tem o sentido pejorativo de "escândalo".